# Boogie 2nite
Boogie 2nite è il primo album in studio del duo inglese femminile Booty Luv, pubblicato nel 2007.
Il disco contiene cinque cover (Boogie 2nite di Tweet, Shine di Luther Vandross, Don't Mess with My Man dei Lucy Pearl, Be Without You di Mary J. Blige e Where Are You di Rahsaan Patterson) e sette brani originali.

## Tracce
1. Boogie 2nite (John Smith, Charlene Keys, Nisan Stewart) – 3:16
2. Shine (James Harris III, Terry Lewis, Bernard Edwards, Nile Rodgers) – 3:25
3. Don't Mess with My Man (Raphael Saadiq, Ali Shaheed Muhammad, Conesha Owens, Dawn Robinson) – 2:55
4. Some Kinda Rush (Nadia Shepherd, Cherise Roberts, Carl Ryden, Samantha Powell) – 3:31
5. Dance Dance (Shepherd, Roberts, Ryden, Costandia Costi) – 3:07
6. Be Without You (Mary J. Blige, Johntá Austin, Bryan-Michael Cox, Jason Perry) – 3:40
7. Who's That Girl (Shepherd, Roberts, Ryden, Powell) – 3:03
8. Good Girl's Gone Bad (Diane Warren) – 2:34
9. A Little Bit (Jade Ewen, Cherise Leachman, Kenisha Pratt, Frederik Tao Nordsø Schjoldan, Azi Jegbefume Shalit) – 3:12
10. He's a Winner (Shepherd, Roberts, Ryden, Powell) – 3:15
11. Something to Talk About (Shepherd, Roberts, Ryden, Powell) – 3:23
12. Where You Are (Rahsaan Patterson, Jamey Jaz) – 4:08

## Formazione
- Cherise Roberts
- Nadia Shepherd